# Takashi Kasahara (Fußballspieler, 1988)
Takashi Kasahara (japanisch 笠原 昂史 Kasahara Takashi; * 21. November 1988 in Kumagaya) ist ein japanischer Fußballspieler.

## Karriere
Kasahara erlernte das Fußballspielen in der Schulmannschaft der Funabashi High School und der Universitätsmannschaft der Meiji-Universität. Seinen ersten Vertrag unterschrieb er 2011 bei Mito HollyHock. Der Verein spielte in der zweithöchsten Liga des Landes, der J2 League. Für den Verein absolvierte er 98 Ligaspiele. 2018 wechselte er zum Ligakonkurrenten Ōmiya Ardija. Am 1. Februar 2022 wechselte er auf Leihbasis nach Nagasaki zum Zweitligisten V-Varen Nagasaki. Für Nagasaki stand er 2022 achtmal zwischen den Pfosten. Nach der Ausleihe kehrte er Anfang 2023 zu Ōmiya Ardija zurück. Am Ende der Saison 2023 musste er mit dem Verein als Tabellenvorletzter in die dritte Liga absteigen. Am Ende der Saison 2024 feierte er mit dem Verein die Drittligameisterschaft und den Aufstieg in die zweite Liga.

## Erfolge
Ōmiya Ardija
- Japanischer Drittligameister: 2024